# 化学迫撃砲大隊
化学迫撃砲大隊（かがくはくげきほうだいたい、Chemical mortar battalion）は、化学兵器戦を任務とするアメリカ陸軍の部隊で歩兵師団隷下に配属されていた。別名「Four-deucers」と呼ばれていた。

## 概要
化学兵器砲弾を投射するためにM2 107mm迫撃砲を装備していた。当初、化学迫撃砲大隊の編成は4個迫撃砲中隊と本部中隊から編成されていた。1943年に、部隊は3個歩兵連隊編成の師団と合うように3個中隊編成に改訂された。1943年の再編成後の典型的な大隊編成は将校37人、138人の下士官と兵士481人からなる。
化学迫撃砲中隊は通常、将校9人、下士官40人、兵士118人から編成されている。
- 1個 迫撃砲本部中隊
  - 1個 中隊本部小隊
  - 1個 大隊本部小隊
  - 1個 整備小隊
- 3個 迫撃砲小隊
  - 1個 本部分隊
  - 4個迫撃砲分隊（1個分隊でM2 107mm迫撃砲1門を装備）
    - 分隊長1人(軍曹)
    - 射手1人(伍長)
    - 弾薬手3人(兵）
    - トラック運転手2人(兵）
    - 補助射手1人(兵）

## 編制
第二次世界大戦中に25個の化学迫撃砲大隊が編成されていた。
- 第2と第3大隊
- 第71と第72大隊
- 第80大隊～第100大隊までの21個大隊

戦争の間に編成された第443、第483、第534、第537、第560、第781と第782の大隊は海外へ展開するには編成時期があまりに遅く、第二次世界大戦後に米国陸軍省は運用と化学迫撃砲の開発をアメリカ陸軍武器科へ移管した。そして、化学迫撃砲大隊は実際には歩兵の支援火器になった。
第2化学迫撃砲大隊は第二次世界大戦後に実戦を経験した唯一の部隊だった。1949年に再編成され朝鮮戦争の戦闘に1008日間にわたって参加したが1953年1月に解体され、その人員は第461歩兵連隊の重迫撃砲大隊に転属した。